# Râul Chichiregu
Râul Chichiregu este un curs de apă, afluent al râului Beu. 